# Weldon Kilburn
Weldon Kilburn   (Lloydminster, 9 de setembre de 1906 - Toronto, 6 de març de 1986) va ser un pianista, organista i professor de música canadenc.

## Biografia
Kilburn va tenir formació de piano, orgue, violoncel i vocal durant la seva joventut. Des del 1926 va estudiar piano i orgue al "Royal Conservatory of Music" de Toronto amb Viggo Kihl, Norman Wilks i Healey Willan i al mateix temps va treballar com a organista i mestre de cor a l'església de St. Alban. Des del 1930 va ser professor de piano i professor de veu al "Royal Conservatory".
Del 1936 al 1971 va acompanyar la cantant Lois Marshall, que es va convertir en la seva segona esposa, com a professor de cant i acompanyant de piano. Després de diversos mesos de gira de concerts amb Marshall per Europa occidental, la Unió Soviètica i Austràlia, va deixar el Conservatori Reial el 1960 i va fundar la seva pròpia escola de música, on va ensenyar cant i piano. Entre els seus estudiants vocals hi havia Bob Bossin, Victor Braun, Constance Fisher, Glenn Gardiner, Marie-Lynn Hammond, Ilona Kombrink, Phyllis Mailing, Kathryn McBain Rose, Welford Russell i Ben Steinberg. Com a professor de piano va rebre la influència del mètode d'E. Robert Schmitz, en què havia assistit a classes magistrals als anys quaranta. Els seus estudiants de piano inclosos Norma Beecroft, Howard Cass, Samuel Dolin, John Fenwick, Stuart Hamilton i Godfrey Ridout.
Dels fills de Kilburn, Nicholas es va fer conegut com a fagot, Michael com a violoncel·lista i Paul com a pianista i compositor.